# Lindenberger Korridor
Der Lindenberger Korridor ist mit der Nummer 6 einer der 20 grünen Hauptwege. Das ist eine Zusammenstellung von 20 Wanderwegen durch das Berliner Stadtgebiet mit einer Gesamtlänge von rund 550 Kilometern. Ziel ist es, „Wohngebiete mit den vielfältigen Erholungsmöglichkeiten in Parkanlagen und Naherholungsgebieten von Berlin und Brandenburg“ (Senatsverwaltung für Stadtentwicklung und Umwelt) miteinander zu verknüpfen. Der Fußgänger soll dabei die Möglichkeit haben, „die Stadt als eine Verbindung von Kultur, Geschichte und Ökologie intensiv zu erleben“. Der grüne Hauptweg 06 liegt zwischen der Innenstadt und dem Randgebiet nach Lindenberg.

## Verlauf
Der Lindenberger Korridor liegt auf 17 Kilometern zwischen den Lichtenberger Wohngebieten und den Feldern des Dorfes Lindenberg nördlich von Berlin. Er verbindet Neubauten an der Rummelsburger Bucht mit Wartenberg nordöstlich an der Stadtgrenze durch den gewerblich genutzten Korridor zwischen den Wohngebieten. Durch Verlagerungen und Stilllegungen wurden einige Randbereiche dieser berlinweit größten Gewerbefläche zu grünen Oasen ausgebaut. Es gibt die die Uferpromenade an der Rummelsburger Bucht, den Landschaftspark Herzberge und die Falkenberger Krugwiesen und Wartenberger Feldmark.

### Vom Rummelsburger See zur Normannenstraße
Der Lindenberger Korridor beginnt in der Berliner Innenstadt am Nordufer des Rummelsburger Sees und hat hier Anschluss an den Kaulsdorfer Weg (Hauptweg 06). Dieser Einstiegspunkt liegt an seinem Nordufer unweit vom S-Bahnhof Ostkreuz. Er geht vom Paul-und-Paula-Ufer am Übergang zur Zillepromenade ab. Hier im Ortsteil Rummelsburg befindet sich ein Hochseilgarten und ein Kanuverleih am See. Eine kurze Umgehung führt an den Grundstücken der Hauptstraße um diese Anlage, sie endet an der Hauptstraße, die zur Karlshorster Straße überquert wird, die dann die beiden S-Bahn-Strecken (Ostkreuz–Rummelsburg und Ostkreuz–Nöldnerplatz) unterqueren. Der Weg führt weiter über Markt-/Türrschmidtstraße in die Pfarrstraße zur nächsten Bahnbrücke, vor der in den Ortsteil Lichtenberg gewechselt wird. Unter der Bahnbrücke geht links der Wiesenweg ab, die Bahntrasse verbindet hier die Ringbahn im Bogen von Nord und Süd mit dem Bahnhof Lichtenberg und den Bahnanlagen von Rummelsburg an der Stadtbahn. In Lichtenberg sind die Plattenbauten der 1970er Jahre an der Schulze-Boysen-Straße erreicht, der Wanderweg führt jedoch nach links durch die Grünanlagen zwischen Wohnblock und Eisenbahntrasse (Brücken Tasdorfer und Wartenbergstraße linker Hand) zur Gürtelstraße. Anschließend muss die Frankfurter Allee (B 1/B 5) zur Möllendorffstraße überquert oder unter Nutzung der U-Bahnzugänge unterquert werden. Der weitere Weg führt in den Rathauspark und über Rathaus- und Rudolf-Reusch-Straße durch den (aufgelassenen) Städtischen Friedhof. Nach links in die Ruschestraße und weiter nach rechts in die Normannenstraße wird das ehemalige Stasigelände mit der heutigen Forschungs- und Gedenkstätte umgangen.

### Von Lichtenberg nach Hohenschönhausen
Auf dem Roedeliusplatz, im Süden steht die Glaubenskirche, führt der Weg nach Norden in die Plonzstraße. Vor dem Städtischen Friedhof geht es an der Gotlindestraße nach rechts weiter auf der Stadtstraße, über die Siegfriedstraße mit Straßenbahnverkehr, bis vor Höhe Kriemhildstraße und von der Gotlindestraße hinter dem Omnibusbetriebshof nach links zwischen Rasen- und Baumflächen nach Norden, durch den Naturpark bis ans Evang. Krankenhaus Königin Elisabeth Herzberg. Die hier liegende Straßenbahnlinie von der Herzbergstraße und der Wanderweg heißen amtlich bereits Allee der Kosmonauten. Es wird ein Grünstreifen am Marzahn-Hohenschönhauser Grenzgraben erreicht in den der geplante Wanderweg nach links einbiegt.
Da es auf dem Wanderweg einige nicht begehbaren Abschnitte gibt, wird eine größere Umgehung vorgeschlagen, auf der auch Straßenbahnlinien fahren. Diese führt über die Grenzgrabenbrücke zur Allee der Kosmonauten, wo an der Rhinstraße der Ortsteil Marzahn im Bezirk Marzahn-Hellersdorf erreicht wird. Am nördlichen Fußweg der Allee wird die S-Bahn-Brücke überquert und parallel zur Märkischen Allee führt der Weg über den Helene-Weigel-Platz zum Springpfuhl und westlich vom Murtzaner Ring durch die Grünanlage zur Poelchaustraße, auf dieser nach links wiederum über die Märkische Allee auf dem Dahmeweg hinter den S-Bahnhof Poelchaustraße, nach links in die Frank-Schweitzer-Straße zur Fußgängerunterführung unter der Landsberger Allee hindurch. Zwischen Bahntrasse und Knorr-Gewerbepark erfolgt der Anschluss an den „regulären“ Lindenberger Korridor. Die eigentliche Wegführung des Korridors liegt jedoch durch den Grünstreifen am Grenzgraben nach Norden und idealerweise durchgehend am Grenzgraben entlang über Rhinstraße (nördliche Rhinstraßenbrücke) nach Marzahn, Pyramidenring (Pyramidenringbrücke), über Landsberger Allee, Alt-Hohenschönhausen, Themarer Straße (diese ist begehbar) zum Hönower Weg (Hauptweg 07) und mit diesem gemeinsam auf der Trasse der ehemaligen Industriebahn Tegel–Friedrichsfelde südlich und östlich um das Papenpfuhlbecken, ein Verlauf der begehbar ist, jedoch fehlt ein vorgesehener Übergang über die Bahnanlagen.

### In die Feldmark um Falkenberg
Nördlich vom Gewerbepark auf dem Gelände der vormaligen Firma Knorr liegt der Wegelauf am Marzahn-Hohenschönhauser Grenzgrabens durch die Bahnlinie. Die Umgehung schließt hier an die Idealführung. Lindenberger Korridor und Hönower Weg laufen gegen die Fließrichtung des Grabens nach Norden an der Fernwärmeleitung orientiert. Während der Hönower Weg mit dem Grenzgraben nach Osten abbiegt, führt der Lindenberger Korridor weiter westlich der Bitterfelder Teiche zur Klettwitzer Straße. Hier erfolgt wiederum eine Umgehung ostwärts zur Bitterfelder Straße über die Kreuzung mit der Gehrenseestraße hinweg (Pablo-Picasso-Straße) und es geht nach  Neu-Hohenschönhausen. Der Idealweg bleibt bahnnah auf Brachgelände. In Höhe zu den Krugwiesen wird rechtwinklig nach rechts von der Fernwärmeleitung abgebogen und an der Pablo-Picasso-Straße 45 die Umgehung erreicht. Am Ende der asphaltierten Straße liegt ein größerer Freiplatz im vorgesehenen Gewerbegebiet (das nach der politischen Wende nicht ausgeführt wurde). Der Fußweg führt in das LSG ‚Falkenberger Krugwiesen‘ (vorbei und durch) südöstlich von der Neubausiedlung (Plattenbauten) von Hohenschönhausen-Ost. An der Ortsteilgrenze zu Falkenberg führt der Weg noch um die Hochhaussiedlung entfernt von der Eigenheimsiedlung und am Falkenberger Wiesengraben nach Westen zur Falkenberger Chaussee (bevor diese in die Dorfstraße übergeht), auf kurzen Abschnitten wird über die Ortsteilgrenze gewechselt. Westlich der Falkenberger Chaussee etwas nach links versetzt geht der Hauptweg auf dem Falkenberger Fußsteig an der Ortsteilgrenze die nach einigen Metern von Falkenberg zu Wartenberg wechselt, entlang am Rohrpfuhl vorbei.

### Durch Wartenberg an Lindenberg heran
Die Prendener Straße wird gekreuzt und auf der Neubrandenburger Straße geht es wiederum zwischen Neubaublöcken der 1970er und 1980er Jahre und den Neubauhäusern Am Gutshof nach Westen. Zwischen Neu-Hohenschönhausen und Wartenberg führt der Weg zum „Erweiterten Dorfgraben Wartenberg“. Der weitere Weg geht um den Krummen Pfuhl südlich herum zur Ernst-Barlach-Straße und auf dem Schweriner Ring (Westabschnitt) weiter nach Wartenberg hinein über den Hechtgraben hinweg. Dort wird die Humboldt-Spur erreicht, mit der es nach rechts geht. Etwa nach 250 Metern biegt der Lindenberger Korridor vor der Straße 10 links nach Norden ab. Am Ostrand des Landschaftsparks Wartenberg, westlich an den Ackerflächen entlang geht es geradeaus nach Nordnordost bis an den Barnimer Dörferweg (Hauptweg Nr. 13) und gemeinsam mit diesem nach Ost (rechts abgehend). Die baumbestandene Lindenberger Straße (Ecke Straße 2) führt den Wanderweg erneut nach Nord zur Stadtgrenze mit der Gemeinde Ahrensfelde (Ortsteil Lindenberg). Hier endet der Berliner Hauptweg. Einen Kilometer auf der Wartenberger Straße in Lindenberg zur Karl-Marx-Straße kann die BVG-Buslinie 259 nach Berlin-Weißensee erreicht werden. Alternativ lässt sich auf Hauptweg 13, Straße 2 und Birkholzer Weg die Endhaltestelle des Buslinie 256 in der Siedlung Wartenberg erreicht. Diese führt zur Gehrenseestraße und weiter nach Lichtenberg.

## Nahverkehrsanschlüsse
Von der Innenstadt zum Randgebiet nach Lindenberg ist der Lindenberger Korridor von in der Nähe befindlichen Anschlüssen an den ÖPNV begleitet: S+U-Frankfurter Allee, S-Bahnhof Ostkreuz, S-Bahnhof Rummelsburg (Betriebsbahnhof), S-Bahnhof Marzahn und S-Bahnhof Gehrenseestraße.